# Batrisodes auerbachi
Batrisodes auerbachi är en skalbaggsart som beskrevs av Park 1956. Batrisodes auerbachi ingår i släktet Batrisodes och familjen kortvingar. Inga underarter finns listade i Catalogue of Life.